# Campionati mondiali di slittino 1990
I Campionati mondiali di slittino 1990, ventisettesima edizione della manifestazione organizzata dalla Federazione Internazionale Slittino, si tennero dal 21 al 25 febbraio 1990 a Calgary, in Canada, sulla pista del Canada Olympic Park, la stessa sulla quale si svolsero le competizioni del bob e dello slittino ai Giochi di Calgary 1988 e furono disputate gare in quattro differenti specialità: nel singolo uomini, nel singolo donne, nel doppio e nella prova a squadre.
Vincitrice del medagliere fu la squadra tedesca orientale, capace di ottenere due titoli e quattro medaglie sulle dodici assegnate in totale: quelle d'oro furono conquistate da Gabriele Kohlisch nel singolo femminile e nella prova a squadre insieme ai connazionali Jens Müller, Thomas Jacob, Susi Erdmann, Jörg Hoffmann e Jochen Pietzsch; nella prova individuale maschile la vittoria andò al rappresentante della nazionale della Germania Ovest Georg Hackl, che bissò l'oro conquistato nell'edizione precedente, mentre nella prova del doppio trionfò la compagine italiana che occupò i primi due gradini del podio grazie alle coppie formate da  Norbert Huber ed Hansjörg Raffl e da Kurt Brugger e Wilfried Huber. 
Oltre alla tedesca dell'Est Gabriele Kohlisch, che vinse due medaglie d'oro, gli altri atleti che riuscirono a salire per due volte sul podio in questa rassegna iridata furono i connazionali Jens Müller, Jörg Hoffmann e Jochen Pietzsch, gli italiani Norbert Huber ed Hansjörg Raffl e la sovietica Julija Antipova.

## Risultati

### Singolo uomini
La gara fu disputata su due manches nell'arco di una sola giornata e presero parte alla competizione 49 atleti in rappresentanza di 23 differenti nazioni; campione uscente era il tedesco occidentale Georg Hackl, che riuscì a bissare il titolo ottenuto nell'edizione precedente, davanti all'austriaco Markus Prock, già campione mondiale ad Igls 1987, ed al rappresentante della Germania Est Jens Müller, vincitore dell'oro olimpico a Calgary 1988 ed altre tre volte sul podio iridato. In questa gara per la prima volta un atleta asiatico giunse nelle prime dieci posizioni ai mondiali: fu il giapponese Kazuhiko Takamatsu che si classificò settimo.
| Pos. | Atleti             | Nazione          |
| ---- | ------------------ | ---------------- |
|      | Georg Hackl        | Germania Ovest   |
|      | Markus Prock       | Austria          |
|      | Jens Müller        | Germania Est     |
| 4    | Sergej Danilin     | Unione Sovietica |
| 5    | Otto Mayregger     | Austria          |
| 6    | Arnold Huber       | Italia           |
| 7    | Kazuhiko Takamatsu | Giappone         |
| 8    | Johannes Schettel  | Germania Ovest   |
| 9    | Norbert Huber      | Italia           |
| 10   | Thomas Jacob       | Germania Est     |

### Singolo donne
La gara fu disputata su due manches nell'arco di una sola giornata e presero parte alla competizione 27 atlete in rappresentanza di 12 differenti nazioni; campionessa uscente era la tedesca orientale Susi Erdmann, che concluse la prova al quarto posto, ed il titolo fu conquistato dalla connazionale Gabriele Kohlisch davanti alla sovietica Julija Antipova ed alla rappresentante della Germania Ovest Jana Bode.
| Pos. | Atleti               | Nazione          |
| ---- | -------------------- | ---------------- |
|      | Gabriele Kohlisch    | Germania Est     |
|      | Julija Antipova      | Unione Sovietica |
|      | Jana Bode            | Germania Ovest   |
| 4    | Susi Erdmann         | Germania Est     |
| 5    | Gerda Weissensteiner | Italia           |
| 6    | Cameron Myler        | Stati Uniti      |
| 7    | Bonny Warner         | Stati Uniti      |
| 8    | Natalija Jakušenko   | Unione Sovietica |
| 9    | Andrea Tagwerker     | Austria          |
| 10   | Dana Riedl           | Germania Est     |

### Doppio
La gara fu disputata su due manches nell'arco di una sola giornata e presero parte alla competizione 40 atleti in rappresentanza di 11 differenti nazioni; campioni uscenti erano i tedeschi orientali Stefan Krauße e Jan Behrendt, non presenti a questa edizione dei mondiali, ed il titolo fu conquistato dagli italiani Hansjörg Raffl e Norbert Huber, già due volte medaglia d'argento ai mondiali, davanti ai connazionali Kurt Brugger e Wilfried Huber, quest'ultimo fratello dello stesso Norbert, ed ai tedeschi dell'Est Jörg Hoffmann e Jochen Pietzsch, campioni olimpici a Calgary 1988 e vincitori del titolo iridato a Lake Placid 1983, ad Oberhof 1985 e ad Igls 1987.
| Pos. | Atleti                                 | Nazione          |
| ---- | -------------------------------------- | ---------------- |
|      | Hansjörg Raffl Norbert Huber           | Italia           |
|      | Kurt Brugger Wilfried Huber            | Italia           |
|      | Jörg Hoffmann Jochen Pietzsch          | Germania Est     |
| 4    | Yves Mankel Thomas Rudolph             | Germania Est     |
| 5    | Ioan Apostol Liviu Cepoi               | Romania          |
| 6    | Igor' Lobanov Gennadij Beljakov        | Unione Sovietica |
| 7    | Bernhard Kammerer Walter Brunner       | Italia           |
| 8    | Norbert Rosenberger Daniel Schubert    | Germania Ovest   |
| 9    | Levan Tibilovi K'akha Vakht'angishvili | Unione Sovietica |
| 10   | Stefan Ilsanker Georg Hackl            | Germania Ovest   |

### Gara a squadre
La gara fu disputata nell'arco di una sola giornata e per ogni squadra nazionale presero parte alla competizione gli atleti che avevano ottenuto i migliori risultati nelle tre discipline in questa edizione dei mondiali; nello specifico la prova vide la partenza dei primi due singolaristi uomini e delle prime due donne, nonché del primo doppio per ogni nazione, che gareggiarono ciascuno in una singola manche, al termine di ognuna delle tre prove vennero assegnati punteggi decrescenti ai partecipanti e la somma totale dei punti così ottenuti laureò campione la nazionale tedesca orientale di Jens Müller, Thomas Jacob, Gabriele Kohlisch, Susi Erdmann, Jörg Hoffmann e Jochen Pietzsch davanti alla squadra italiana composta dai fratelli Arnold e Norbert Huber, da Gerda Weissensteiner, Nadia Prinoth ed Hansjörg Raffl ed al team sovietico formato da Sergej Danilin, Andrej Ročilov, Julija Antipova, Natalija Jakušenko, Igor' Lobanov e Gennadij Beljakov.
| Pos. | Squadra          | Atleti                                                                                               | Punteggio |
| ---- | ---------------- | --- | --------- |
|      | Germania Est     | Jens Müller, Thomas Jacob Gabriele Kohlisch, Susi Erdmann Jörg Hoffmann / Jochen Pietzsch            | 131       |
|      | Italia           | Arnold Huber, Norbert Huber Gerda Weissensteiner, Nadia Prinoth Hansjörg Raffl / Norbert Huber       | 119       |
|      | Unione Sovietica | Sergej Danilin, Andrej Ročilov Julija Antipova, Natalija Jakušenko Igor' Lobanov / Gennadij Beljakov | 114       |
| 4    | Canada           | Harington Telford, Jean Doyon Kim Ingram, Katherine Salmon Robert Gasper / André Benoit              | N.D.      |
| 5    | Austria          | Markus Prock, Otto Mayregger Andrea Tagwerker, Angelika Neuner Markus Schmidt / Gerhard Gleirscher   | N.D.      |
| 6    | Germania Ovest   | Georg Hackl, Johannes Schettel Jana Bode, Margit Paar Norbert Rosenberger / Daniel Schubert          | N.D.      |
| 7    | Stati Uniti      | Wendel Suckow, Tim Wiley Cameron Myler, Bonny Warner Joseph Barile / Stephen Maher                   | N.D.      |
| 8    | Cecoslovacchia   | Jan Bakala, Jiří Kraus Petra Matechová, Mária Jasenčáková Jan Bakala / Jiří Kraus                    | N.D.      |
| 9    | Svezia           | non conosciuti                                                                                       | N.D.      |
| 10   | Giappone         | non conosciuti                                                                                       | N.D.      |

## Medagliere
| Posizione | Nazione          | Oro | Argento | Bronzo | Totale |
| --------- | ---------------- | --- | ------- | ------ | ------ |
| 1         | Germania Est     | 2   | 0       | 2      | 4      |
| 2         | Italia           | 1   | 2       | 0      | 3      |
| 3         | Germania Ovest   | 1   | 0       | 1      | 2      |
| 4         | Unione Sovietica | 0   | 1       | 1      | 2      |
| 5         | Austria          | 0   | 0       | 1      | 1      |
| Totale    | Totale           | 4   | 4       | 4      | 12     |